# Bandstjärtad guan
Bandstjärtad guan (Penelope argyrotis) är en fågel i familjen trädhöns inom ordningen hönsfåglar.

## Utbredning och systematik
Den bandstjärtade guanen delas in i tre underarter:
- Penelope argyrotis albicauda: förekommer i bergskedjan Serranía del Perijá på gränsen mellan Colombia och Venezuela.
- Penelope argyrotis colombiana: förekommer i bergskedjan Sierra Nevada de Santa Marta i nordöstra Colombia.
- Penelope argyrotis argyrotis: förekommer i bergsskogar i norra Colombia och norra Venezuela.

## Status och hot
Arten har ett stort utbredningsområde, men tros minska i antal, dock inte tillräckligt kraftigt för att den ska betraktas som hotad. Internationella naturvårdsunionen IUCN listar arten som livskraftig (LC). Beståndet uppskattas till 45 000 vuxna individer.